# Salix laevigata
Salix laevigata là một loài thực vật có hoa trong họ Liễu. Loài này được Bebb miêu tả khoa học đầu tiên năm 1874.

## Hình ảnh

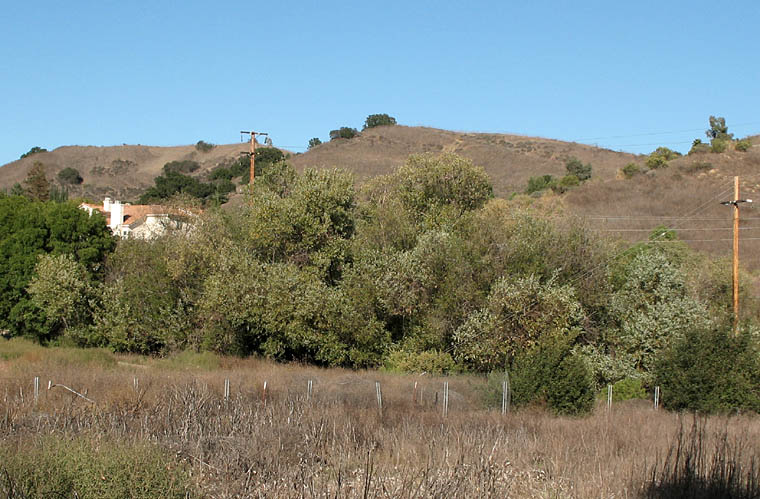
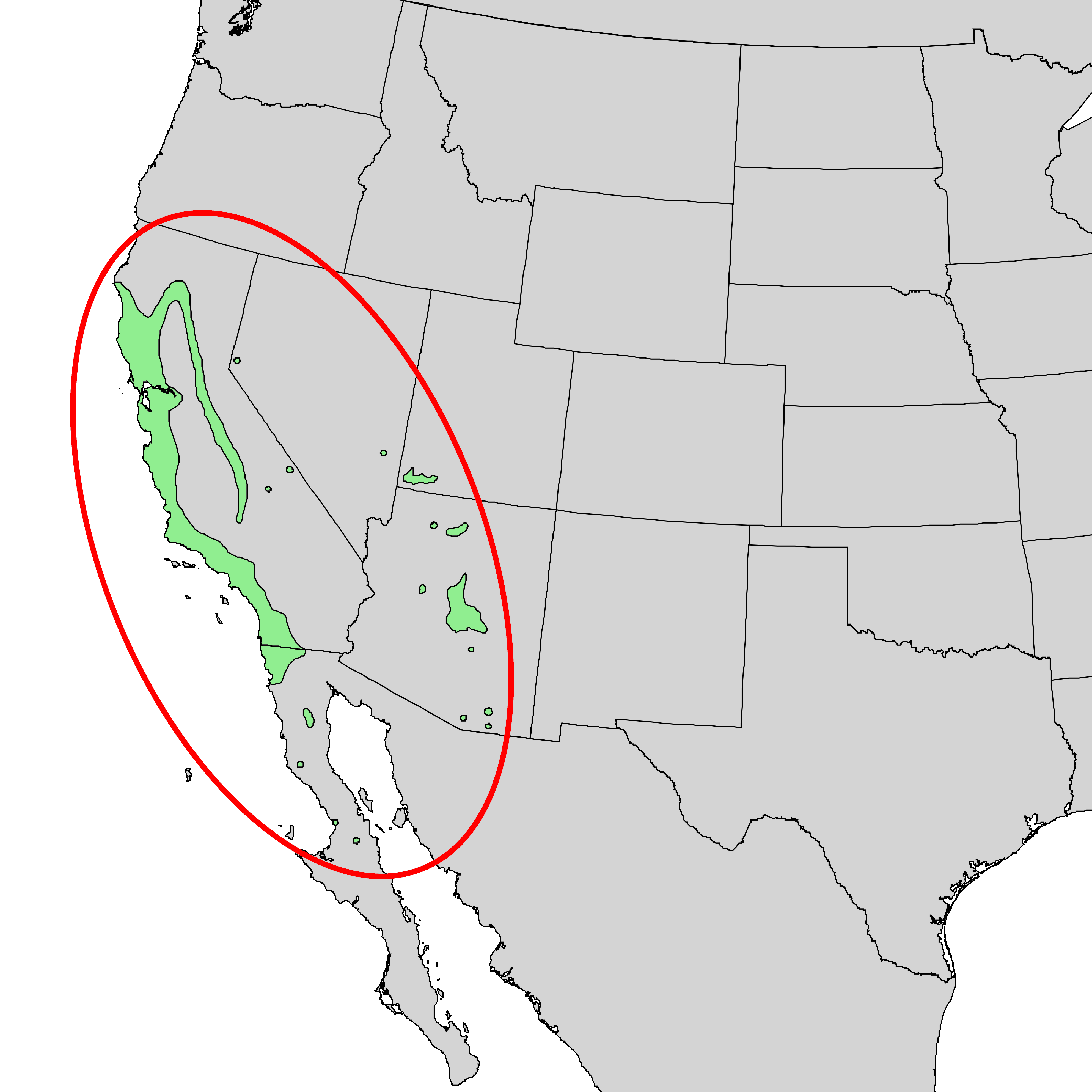